# Bandiera della Groenlandia
La bandiera della Groenlandia è stata disegnata dal nativo groenlandese Thue Christiansen. È composta da due bande orizzontali uguali (bianca in alto e rossa in basso) e da un grosso disco leggermente spostato verso il lato dell'asta. La metà superiore del disco è rossa, quella inferiore è bianca. La bandiera misura 12 per 18 parti; ogni banda misura 6 parti in altezza; il diametro del disco è di 8 parti, è centrato verticalmente e il suo centro è scostato di 7 parti dal bordo dell'asta.

## Nome
Il nome della bandiera in groenlandese è Erfalasorput, che significa "la nostra bandiera", mentre Aappalaaroq (che significa "la rossa") viene usato sia per la bandiera groenlandese che per quella danese (la Dannebrog).
I groenlandesi di oggi espongono sia la Erfalasorput che la Dannebrog, spesso affiancate.

## Storia
La Groenlandia cullò per la prima volta l'idea di avere una propria bandiera nel 1973 quando cinque groenlandesi proposero una bandiera verde, bianca e blu.
L'anno successivo, un quotidiano sottopose al giudizio popolare undici disegni (solo uno dei quali non era una croce nordica) per determinare quale fosse il più gradito. La Dannebrog risultò preferita a tutte le altre, ma poco si ottenne da questo sforzo.
Nel 1979, la Danimarca concesse l'autogoverno alla Groenlandia, rendendola un membro pari del Regno Danese.
Il governo locale emanò un bando ufficiale per delle proposte di bandiera, ricevendo 555 disegni (dei quali 293 erano presentati da groenlandesi).
La giuria non arrivò a un consenso e quindi vennero richieste altre proposte.
Alla fine l'attuale disegno bianco-rosso di Christiansen vinse di stretta misura su una croce nordica verde e bianca, per quattordici voti a undici.
La bandiera di Christiansen venne adottata ufficialmente il 21 giugno 1985.

### Le altre proposte
|  |  |  |  |

## Descrizione
In occasione del decimo anniversario della Erfalasorput, le Poste Groenlandesi hanno emesso dei francobolli e dei foglietti commemorativi, opera di Christiansen.
Egli descrive la fascia bianca come rappresentante i ghiacciai, la striscia rossa per l'oceano, il semicerchio rosso per i fiordi e il semicerchio bianco per gli iceberg e il pack.
Il disegno fa anche venire in mente un sole al tramonto, mezzo sommerso dall'orizzonte, che si riflette sul mare. I colori rosso e bianco, come anche l'impianto asimmetrico spostato a sinistra, ricordano invece il legame con la bandiera danese.

## Similitudini
La bandiera groenlandese è molto simile allo stemma del comune austriaco di Oberkappel ed a quello del comune italiano di Dobbiaco.